# Tetrastichus bekiliensis
Tetrastichus bekiliensis är en stekelart som beskrevs av Jean Risbec 1952. Tetrastichus bekiliensis ingår i släktet Tetrastichus och familjen finglanssteklar.
Artens utbredningsområde är Madagaskar. Inga underarter finns listade i Catalogue of Life.